# Соловецкий район
Соловецкий район — административно-территориальная единица (район) в Архангельской области Российской Федерации.
В границах района в рамках организации местного самоуправления функционирует муниципальное образование Соловецкое сельское поселение в составе Приморского муниципального района Архангельской области Российской Федерации.
Административный центр района — посёлок Соловецкий.

## География
Соловецкий район относится к районам Крайнего Севера.
Расположен на Соловецких островах. На территории островов расположен Соловецкий монастырь.

## История
Соловецкий район был образован в составе Архангельской области Указом Президиума Верховного Совета РСФСР от 23 марта 1987 года на территории Соловецких островов. До этого он составлял Соловецкий островной совет Приморского района. В ходе муниципальной реформы в 2004 году Соловецкий район получил статус муниципального района.
1 января 2006 года на территории района было образовано муниципальное образование Соловецкое сельское поселение в рамках Приморского муниципального района.
Соловецкий район как административно-территориальная единица области сохраняет свой статус.

## Население
| 1989 | 2002 | 2007 | 2009 | 2010 | 2011 | 2012 | 2013 | 2014 |
| ---- | ---- | ---- | ---- | ---- | ---- | ---- | ---- | ---- |
| 1317 | ↘968 | ↘900 | ↘815 | ↗861 | ↘857 | ↗898 | ↗917 | ↘898 |
| 2015 | 2016 | 2017 | 2018 | 2019 | 2020 | 2021 | 2023 |      |
| ↗932 | ↗943 | ↗948 | ↘931 | ↗938 | ↘907 | ↘808 | ↘794 |      |

Половой состав
Численность населения на 14 октября 2010 года — 861 человек, из них 428 мужчин и 433 женщины.

## Населённые пункты
В состав района входят 4 населённых пункта.
| № | Населённый пункт | Тип населённого пункта | Население   |
| - | ---------------- | ---------------------- | ----------- |
| 1 | Малая Муксалма   | посёлок                | →0 (2012)   |
| 2 | Реболда          | посёлок                | →0 (2012)   |
| 3 | Савватьево       | посёлок                | ↘0 (2012)   |
| 4 | Соловецкий       | посёлок                | ↘808 (2021) |

### Упразднённые населённые пункты
В мае 2014 года упразднены хутора Берёзовая Тоня, Горка, Новососновая и посёлки Исаково, Муксалма.
В декабре 2014 года упразднены хутора Гора Секирная и Троицкий.

## Обзорная карта
Легенда карты:
|  | Райцентр, более 800 жителей              |
|  | Прочие посёлки без постоянных жителей    |
|  | Урочища (упразднённые населённые пункты) |